# Криниця (видавництво)
Видавництво «Криниця» — засноване 30 листопада 1998 р. художником і мистецтвознавцем Андрієвським Леонідом Івановичем та Михалком Валерієм Андрійовичем.
За час існування видавництва у світ випущено більше 100 книг різного характеру: словники, навчальні посібники, довідкова, дитяча, художня, наукова, науково-популярна, мистецька, історична література.

## Доробок
Багатоілюстровані подарункові великоформатні видання:
- альбом-каталог «На спомин рідного краю. Україна у старій листівці» (2000, 520 с.),
- монографічні альбоми:
  - В. В. Рубан-Кравченко «Мистецькі роди України. Кричевські і українська художня культура. Василь Кричевський» (2004, 704 с.),
  - В. М. Яцюка «Шевченківська листівка як пам'ятка історії та культури: 1890—1940 рр.» (2004, 488 с.) та 2-е змінене і доповнене видання (2008, 584 с.); «На межі II-ІІІ тисячоліть. Художники Києва. Із древа життя українського образотворчого мистецтва. Живопис. Графіка. Скульптура» (упорядник В. Л. Андрієвська) (2009);
  - «Розмай Незалежної України: образотворче мистецтво 1991—2011 рр. Художники Києва: живопис, графіка, скульптура» (упорядник В. Л. Андрієвська) (2011), мистецтвознавче дослідження Яціва Р. М. «Скульптор Еммануїл Мисько» (2009);
- каталог «Твори Т. Г. Шевченка у фондах Шевченківського національного заповідника» (2003, 366 с.).

Доробок «Криниці» визначають широковідомі популярні видання, серед яких:
- «Тлумачний словник чужомовних слів в українській мові» (1999);
- енциклопедичні довідники — «Шевченківські лауреати, 1962—2001», «Шевченківські лауреати,1962-2007», 2-ге допов. і змін.видання, збірник афоризмів Т. Г. Шевченка «Шевченкова Криниця» (2003),
- поетичні книги Майданович Т. В. «Покаянна молитва» (1999, 2000) «Христос і Прометей» (2000),
- антологія української поезії XIX—XXI ст. «Книга про Матір» (упоряддник В.Чуйко, 2003),"Розповіді про батька" Ю. Стефаника (1999), «Церковнослов'янська мова. Підручник зі словником» (2000), «Духовна скарбниця. Святе Письмо про сучасність і майбутнє світу» схм. Єкатерини (Київської) (2004), біографічно-мистецткі нариси
- Вона мала багато цікавих афоризмів я сподобалися всім.
- Д. А. Лаврова «Святий Київ наш великий…»(2001);

книги:
- І. М. Дзюби: «Пастка: 30 років зі Сталіним, 50 років без Сталіна» (2003),
- О. В. Турчинова «Иллюзия страха» (2004), «Свидетельство»/«Свідоцтво»(2006), «Тайная вечеря»(2007);
- «Пісенний вінок. Українські народні пісні» (упорядник А. Я. Михалко, 2005, 2-ге — 2007 і 3-тє доповнене вид. — 2009),
- повісті та оповід. для дітей В. Терена «Повістинка про Потворка»,
- Майданович Т. В. «Калиновий птах: Пісні і поезії з нотами»/Музика Людмили Левченко (Бутуханової)(2006); серії для дітей: «Театр вдома» (укр. та англ. мовами) і «Мої найперші книжечки» (народні казки, авторські твори) та багато іншого.

Майданович Т.В. «Калиновий птах: Пісні і поезії з нотами»/Музика Людмили Левченко (Бутуханової)(2006)

Такі знакові книги окреслюють суспільну позицію і головні напрямки розвитку видавництва. В них уповні реалізувалося прагнення колективу ставити і вирішувати найважчі завдання — оформлення книги на ґрунті розвитку найкращих вікових традицій українського книжкового мистецтва, оригінальне макетування, а також поглиблення змістовних параметрів рукописів, насичення сучасною проблематикою і водночас актуалізація історичних чинників — духовних і суспільно-патріотичних.
Це визначає стиль роботи колективу, привертає до видавництва широке коло авторів і читачів. Так, наприклад, побачила світ книга Н. Г. Собецької «Цілющі рослини Італії та України в народній медицині, косметиці, кулінарії» (2007).
збірники: Кирилюк В. О. «Любов славетних письменників у листах і в житті» (40 персоналій: укр.,зарубіж.,рос.,2008); «Платон Майборода: Милий спомин на серці собі пов'яжи» (до 90-річчя від дня народження українського композитора Платона Майбороди, 2008); Б. М. Войцехівський «Я роблю те, що може кожен» (2010).
«Криниця» своєчасно на високому художньому рівні випускає у світ замовні видання, зокрема за програмами Держкомтелерадіо:
- Сосюра В. М. «Всім серцем любіть Україну…» (2003),
- Олійник Б. І. «Стою на землі» (2003), альманах «Рукопис», Том 1 (2004) і Том 2 (2011),
- вибране А. Малишка, П. Воронька, В. Базилевського (всі — 2004),
- Д. Луценка (2005);
- художньо-документальні повісті: Жолдака Б. О. «Музичні війни, або Талан Віктора Гуцала» (2004),
- М. Г. Махінчука «Переяславський скарб Михайла Сікорського» (2005) (побачили світ у серії «Бібліотека Шевченківського комітету», яку започаткувала «Криниця» виданням: Бажан М. П. «Політ крізь бурю» (2002), а також книги:
- В. Я. Стадниченка «Іду за Сковородою» (2002) і «Лоно Дунаю» (2006),
- художньо-документальна повість Дмитренка О. М. «АІСТ: Сильніший від смерті» (2009, 2011, про замовчувану війну в Афганістані) і вражаюче трагізмом продовження цієї теми І. О. Моісєєнка "Сектор обстрілу — «Аісти» (роман, статті, поезії, — 2010, 2011).

## Колектив
Колектив видавництва очолюють:
- директор Леонід Андрієвський, народний художник України, лауреат Національної премії України ім. Т. Г. Шевченка,
- головний редактор Тетяна Майданович, письменниця, член НСПУ (у 1990—1998 роках співробітник Інституту української мови НАНУ),
- головний художник — Вікторія Андрієвська, мистецтвознавець, графік і живописець,
- головний редактор редакції довідкової та дитячої літератури Ілона Андрієвська, театрознавець, живописець.

Творчий колектив видавництва працює над розмаїтими за тематикою новими виданнями, що продовжують світоглядні пріоритети знаного в Україні і за кордоном видавництва «Криниця». З першого року буття відродженої «Криниця» (українське видавництво з такою назвою діяло в Києві у 1911—1919 рр.), в її доробку почесне місце займає Шевченкіада: це й окремі вищеназвані видання, і розділи або сторінки у майже всіх випущених книгах. Але цінна для криничан не так формальна, як духовна присутність Кобзаря: в любові до України волелюбної і пісенної, у надії і вірі: «Діла добрих оновляться, діла злих загинуть» (Т. Шевченко).